# Enrico I di Castiglia
Enrico Alfonso, Enrique in spagnolo e in asturiano, Enric in catalano, Henrique in portoghese, in galiziano e in aragonese e Henrike in basco, Henricus in latino (Valladolid, 14 aprile 1204 – Palencia, 6 giugno 1217), è stato re di Castiglia dal 1214 al 1217.

## Origine
Secondo la cronaca di Alberico delle Tre Fontane,
Enrico era figlio del re di Castiglia, Alfonso VIII e di Eleonora Plantageneta, che, come riportae la Historiae Anglicanae Scriptores X, era la sesta figlia legittima (seconda femmina) del re d'Inghilterra, duca di Normandia e conte d'Angiò, Enrico II, e della moglie,  duchessa d'Aquitania e Guascogna e contessa di Poitiers, Eleonora d'Aquitania, che ancora secondo la Chronica Albrici Monachi Trium Fontium, era la figlia primogenita del duca di Aquitania, duca di Guascogna e conte di Poitiers, Guglielmo X il Tolosano e della sua prima moglie, Aénor di Châtellerault († dopo il 1130), figlia del visconte Americo I di Châtellerault e della Maubergeon, che al momento della sua nascita era l'amante di suo nonno Guglielmo IX il Trovatore.

Secondo la cronaca di Alberico delle Tre Fontane,
Alfonso era figlio del re di Castiglia Sancho III e della moglie (il matrimonio viene confermato dal documento n° 56 del Recueil des chartes de l'abbaye de Silos -Rex Sancius...Regina domna Blanca uxor regis-) Bianca di Navarra, che, secondo gli Annales Compostellani era figlia  del re di Navarra, García IV Ramírez (Regina Branca mater istius Aldefonsi Regis Castellæ…fuit filia Garsiæ Regis Navarræ) e della moglie, Margherita de l'Aigle (?-25 maggio 1141), figlia di Gibert de l'Aigle e Giuliana di Perche.

## Biografia
Secondo gli Annali toledani Enrico nacque a Valladolid il 14 aprile 1204 (Nasciò el Infant D. Enric Miercores amanecient en XIV de Abril. Era MCCXLII).
Nel 1211, alla morte improvvisa del fratello ventiduenne, Fernando o Ferdinando, Enrico divenne l'erede al trono, come riportano sia il Diccionario biográfico español, Real Academia de la Historia, che La web de las biografias.
Suo padre, Alfonso VIII, morì nell'ottobre del 1214, come riporta lo storico Rafael Altamira; secondo gli Annales Compostellani, morì a Gutierre-Muñoz, il 6 ottobre del 1214 (Era MCCLII Aldefonsus Rex Castellæ III Non Oct), mentre gli Anales Toledani riportano la morte il 5 ottobre in prossimità di Arévalo, nella Provincia di Avila(Muriò el Rey D. Alfonso en una aldea de Avila....en V dia de Octubre. Era MCCLII).
Alla morte del padre, Enrico, all'età di circa dieci anni, salì sul trono di Castiglia, con i titoli di re di Castiglia di Toledo e dell'Estremadura; la reggenza fu alla madre Eleonora che, però dopo pochi giorni morì; secondo gli Annales Compostellani, morì, 28 giorni dopo il marito, il 2 novembre 1214 (Era MCCLII... Regina Alienor uxor Aldefonsi Regis Castellæ II kal Novembris), mentre secondo gli Annali toledani morì negli ultimi giorni di ottobre del 1214 (Muriò la Reyna Doña Lionor, muggier del Rey D. Alfonso, Viernes el postrimer dia de Octubre. Era MCCLII).
Alla morte della madre la reggenza fu affidata alla sorella maggiore, Berenguela, ex regina consorte del regno di León, in quanto si era separata dal marito, Alfonso IX.

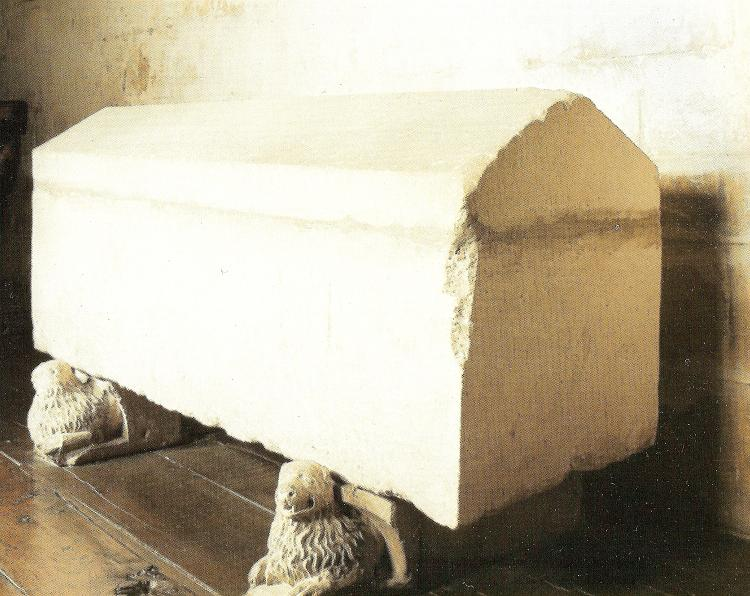
Sepolcro del re Enrico I di Castiglia. Monastero de las Huelgas di Burgos.

Si aprì un periodo turbolento di scontri tra la reggente, Berenguela e il tutore del giovane re, Álvaro Núñez de Lara, della potente famiglia dei Lara, appoggiato dalla nobiltà e sostenuto dai cavalieri dell'Ordine di San Giacomo e dall'alto clero, che ebbe il sopravvento e governò in quegli anni come reggente.

Nel 1215, come riporta la Gran enciclopedia catalana, sua sorella Berenguela concordò con il re del Portogallo, Alfonso II il matrimonio del fratello Enrico con la sorella del re portoghese, la principessa Mafalda, che, secondo il Nobiliario del Conde de Barcelos Don Pedro, Hijo del Rey Don Dionisio, Mafalda era la penultima figlia femmina del re del Portogallo Sancho I e di Dolce di Barcellona. 

Il matrimonio però venne annullato, per consanguineità, da papa Innocenzo III prima che potesse essere consumato, per la giovane età di Enrico.
Dopo la separazione dal fidanzato/marito, Mafalda divenne la Signora di Arouca, fondatrice e monaca del monastero cistercense di Arouca vicino a Lisbona e fu beatificata il 27 giugno 1793 dal Papa Pio VI.

Alvaro Nuñez concordò allora con il re del León Alfonso IX il matrimonio di Enrico con la figlia primogenita di Alfonso, Sancha II ma il matrimonio non poté essere celebrato per la morte improvvisa di Enrico. Sancha, nel 1217, dopo la morte di Enrico, si fece suora e si ritirò nel monastero di Villabuena de Carracedo.
Secondo gli Annali compostellani Enrico morì nel 1217 (Era MCCLV. Enricus Rex Castellæ filius Aldefonsi Regis); la morte fu dovuta a un casuale incidente: mentre stava giocando, nel cortile del palazzo vescovile di Palencia, con alcuni coetanei, il 26 maggio, fu colpito al capo da una tegola staccatasi da un tetto, che lo lasciò stordito e incosciente.

Álvaro Núñez de Lara, tenne segreto l'incidente e chiamò i migliori medici per curarlo, i quali, per eliminare il coagulo interno, decisero di trapanare il cranio; ma sfortunatamente l'operazione non diede i risultati sperati e Enrico I il 6 giugno morì.

Álvaro Núñez de Lara, tenne segreta la morte del re e i resti mortali furono nascosti nel castello di Tariego, ma dopo che la sorella, Berenguela, ebbe notizia della morte di Enrico I, si premurò di far trasferire i suoi resti nella stessa Abbazia di Las Huelgas, di Burgos, dove già erano stati sepolti i suoi genitori e dove fu tumulato.
La successione toccò alla sorella maggiore, Berenguela, che rinunciò quasi immediatamente al trono in favore del proprio figlio Ferdinando il cui padre era il re del León Alfonso IX. 
Alfonso IX non accettò la decisione della ex moglie, in quanto riteneva Ferdinando illegittimo, in quanto il loro matrimonio era stato sciolto dal papa, e quindi affermava, appoggiato da Álvaro Núñez de Lara, di aver maggior diritto rispetto al figlio.

Ferdinando però aveva l'appoggio della maggior parte dei nobili, dopo aver respinto l'intervento paterno, divenne così il nuovo re di Castiglia come Ferdinando III, propiziando così la futura unione definitiva dei regni di Castiglia e di León.

## Discendenza
Di Enrico non si conosce alcuna discendenza.

## Ascendenza
|                           |                    |                              | Genitori                              |  |  | Nonni |  |  | Bisnonni            |  |  | Trisnonni            |  |
|                           |                    |                              |                                       |  |  |       |  |  | Alfonso VII di León |  |  | Raimondo di Borgogna |  |
|                           |                    |                              |                                       |  |  |       |  |  | Alfonso VII di León |  |  | Raimondo di Borgogna |  |
|                           |                    | Urraca di Castiglia          |                                       |  |  |       |  |  | Alfonso VII di León |  |  |                      |  |
| Sancho III di Castiglia   |                    |                              |                                       |  |  |       |  |  | Alfonso VII di León |  |  |                      |  |
|                           |                    | Berengaria di Barcellona     | Raimondo Berengario III di Barcellona |  |  |       |  |  |                     |  |  |                      |  |
|                           |                    | Berengaria di Barcellona     | Raimondo Berengario III di Barcellona |  |  |       |  |  |                     |  |  |                      |  |
|                           |                    | Berengaria di Barcellona     | Dolce I di Provenza                   |  |  |       |  |  |                     |  |  |                      |  |
| Alfonso VIII di Castiglia |                    | Berengaria di Barcellona     |                                       |  |  |       |  |  |                     |  |  |                      |  |
|                           |                    | García IV Ramírez di Navarra | Ramiro Sánchez di Monzón              |  |  |       |  |  |                     |  |  |                      |  |
|                           |                    | García IV Ramírez di Navarra | Ramiro Sánchez di Monzón              |  |  |       |  |  |                     |  |  |                      |  |
|                           |                    | García IV Ramírez di Navarra | Cristina Rodriguez                    |  |  |       |  |  |                     |  |  |                      |  |
| Bianca Garcés di Navarra  |                    | García IV Ramírez di Navarra |                                       |  |  |       |  |  |                     |  |  |                      |  |
|                           |                    | Marguerite de l'Aigle        | Gilbert de l'Aigle                    |  |  |       |  |  |                     |  |  |                      |  |
|                           |                    | Marguerite de l'Aigle        | Gilbert de l'Aigle                    |  |  |       |  |  |                     |  |  |                      |  |
|                           |                    | Marguerite de l'Aigle        | Juliette du Perche                    |  |  |       |  |  |                     |  |  |                      |  |
| Enrico I di Castiglia     |                    | Marguerite de l'Aigle        |                                       |  |  |       |  |  |                     |  |  |                      |  |
|                           | Goffredo V d'Angiò | Folco V d'Angiò              |                                       |  |  |       |  |  |                     |  |  |                      |  |
|                           | Goffredo V d'Angiò | Folco V d'Angiò              |                                       |  |  |       |  |  |                     |  |  |                      |  |
|                           | Goffredo V d'Angiò | Eremburga del Maine          |                                       |  |  |       |  |  |                     |  |  |                      |  |
| Enrico II d'Inghilterra   | Goffredo V d'Angiò |                              |                                       |  |  |       |  |  |                     |  |  |                      |  |
|                           |                    | Matilde d'Inghilterra        | Enrico I d'Inghilterra                |  |  |       |  |  |                     |  |  |                      |  |
|                           |                    | Matilde d'Inghilterra        | Enrico I d'Inghilterra                |  |  |       |  |  |                     |  |  |                      |  |
|                           |                    | Matilde d'Inghilterra        | Matilde di Scozia                     |  |  |       |  |  |                     |  |  |                      |  |
| Eleonora d'Inghilterra    |                    | Matilde d'Inghilterra        |                                       |  |  |       |  |  |                     |  |  |                      |  |
|                           |                    | Guglielmo X di Aquitania     | Guglielmo IX d'Aquitania              |  |  |       |  |  |                     |  |  |                      |  |
|                           |                    | Guglielmo X di Aquitania     | Guglielmo IX d'Aquitania              |  |  |       |  |  |                     |  |  |                      |  |
|                           |                    | Guglielmo X di Aquitania     | Filippa di Tolosa                     |  |  |       |  |  |                     |  |  |                      |  |
| Eleonora d'Aquitania      |                    | Guglielmo X di Aquitania     |                                       |  |  |       |  |  |                     |  |  |                      |  |
|                           |                    | Aénor di Châtellerault       | Aimery I, Visconte di Châtellerault   |  |  |       |  |  |                     |  |  |                      |  |
|                           |                    | Aénor di Châtellerault       | Aimery I, Visconte di Châtellerault   |  |  |       |  |  |                     |  |  |                      |  |
|                           |                    | Aénor di Châtellerault       | Dangereuse de l'Isle Bouchard         |  |  |       |  |  |                     |  |  |                      |  |
|                           |                    | Aénor di Châtellerault       |                                       |  |  |       |  |  |                     |  |  |                      |  |

### Fonti primarie
- (LA)  Monumenta Germaniae Historica, Scriptores, tomus XXIII.
- (LA)  Recueil des chartes de l'abbaye de Silos.
- (LA)  #ES España sagrada, Volume 23.
- (LA) #ES Historiae Anglicanae Scriptores X

### Letteratura storiografica
- Rafael Altamira, "La Spagna (1031-1248)", in Storia del mondo medievale, vol. V, 1999, pp. 865–896.
- (PT)  Nobiliario del Conde de Barcelos Don Pedro, Hijo del Rey Don Dionisio, Reyes de Portugal